# Вальтер Гунгерсгаузен
Вальтер Гунгерсгаузен (нім. Walter Hungershausen; 22 березня 1919, Марбург — 16 листопада 1943, Атлантичний океан) — німецький офіцер-підводник, оберлейтенант-цур-зее крігсмаріне.

## Біографія
1 жовтня 1938 року вступив на флот. У вересні 1940 року відряджений в авіацію. З лютому-липні 1941 року пройшов курс підводника. З 24 січня 1942 року — 1-й вахтовий офіцер на підводному човні U-218. З грудня 1942 по січень 1943 року пройшов курс командира човна. З 13 лютого 1943 року — командир U-280. 12 жовтня вийшов у свій перший і останній похід. 16 листопада U-280 був потоплений в Північній Атлантиці західніше Ірландії (49°11′ пн. ш. 27°32′ зх. д.) глибинними бомбами британського бомбардувальника «Ліберейтор». Всі 49 членів екіпажу загинули.

## Звання
- Кандидат в офіцери (1 жовтня 1938)
- Морський кадет (1 липня 1939)
- Фенріх-цур-зее (1 грудня 1939)
- Оберфенріх-цур-зее (1 серпня 1940)
- Лейтенант-цур-зее (1 квітня 1941)
- Оберлейтенант-цур-зее (1 квітня 1943)